# Greenockita
La greenockita es un mineral del grupo de los sulfuros. Químicamente es un sulfuro de cadmio, siendo el más común de todos los minerales del cadmio. Es muy raro que forme cristales, como mucho en masas de cristales minúsculos, casi siempre se presenta en forma de mancha pulverulenta sobre otros minerales.
Es un dimorfo de la hawleyita.  
Se reconoció por primera vez en 1840 en  Bishopton, Escocia, durante la apertura de un túnel para el Glasgow, Paisley and Greenock Railway. El mineral fue nombrado por el propietario de los terrenos, Lord Greenock (1783-1859).

## Ambiente de formación
Se forma como mineral secundario por metamorfismo hidrotermal de temperatura media -aunque también puede formarse en rocas ígneas pegmatíticas-. Es un mineral raro, encontrado en depósitos de sulfuros, rellenando cavidades o en filones de minerales.
Aparece comúnmente asociado a esfalerita, calcita o smithsonita, en forma de costra de impureza sobre ellas. Otros minerales con los que puede aparecer asociado, aunque más raramente, son: fluorita, calcopirita, cuarzo, pirita, marcasita y prehnita.

## Localización, extracción y uso
Se localizan yacimientos importantes en Greenock (Escocia), Llallagua (Bolivia), Nueva Jersey, Misuri, Arkansas, Illinois y Kentucky (EE. UU.). En España podemos encontrarlo abundante tiñendo a la smithsonita en los Picos de Europa (Asturias).
Se extrae para su uso como mena de cadmio, que se emplea en la industria en aleaciones con otros metales, a las que dota de propiedades anticorrosivas.
Al ser un mineral que contiene cadmio su manipulación es peligrosa por ser dañino para la salud -siempre hay que lavarse las manos después de tocarlo-. Se debe evitar la inhalación del polvo cuando se fractura. Nunca lamer o ingerir.